# アフナ山
アフナ山（ラテン語: Ahuna Mons）は、準惑星ケレスの山。ケレスの最高峰である。

## 概要

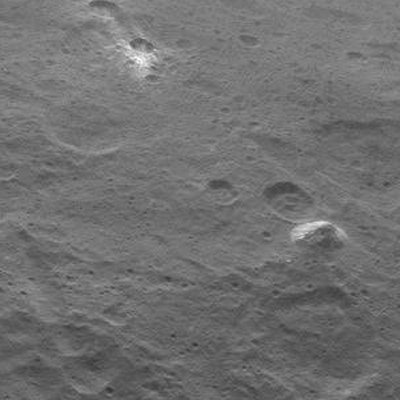
アフナ山の周辺地域。クレーターが点在しており、明るい点も見ることができる。

アフナ山は、ケレスの平らな地表の中に飛び出したように存在する山である。衝突により形成された地形ではないと考えられるが、似た地形は他にも存在するものの、これほど高くはっきりしたものはケレス全球において他に存在しない。上面から底面にかけては明るい筋が走っているが、これらはクレーターで発見された明るい点と同様に塩などの物質によるものではないかと、またケレス内部からの氷の火山のような現象の結果ではないかと考えられている。ケレスの地形には豊穣に因んだ名称が付けられており、アフナ山もインドのナガ族の豊穣祭から名付けられた。
アフナ山は2015年のドーン探査機による軌道からの観測で初めて発見された。平均標高は約4km、最大標高は約5kmと推定されており、山麓の大きさは約20kmにも上る。

## 画像

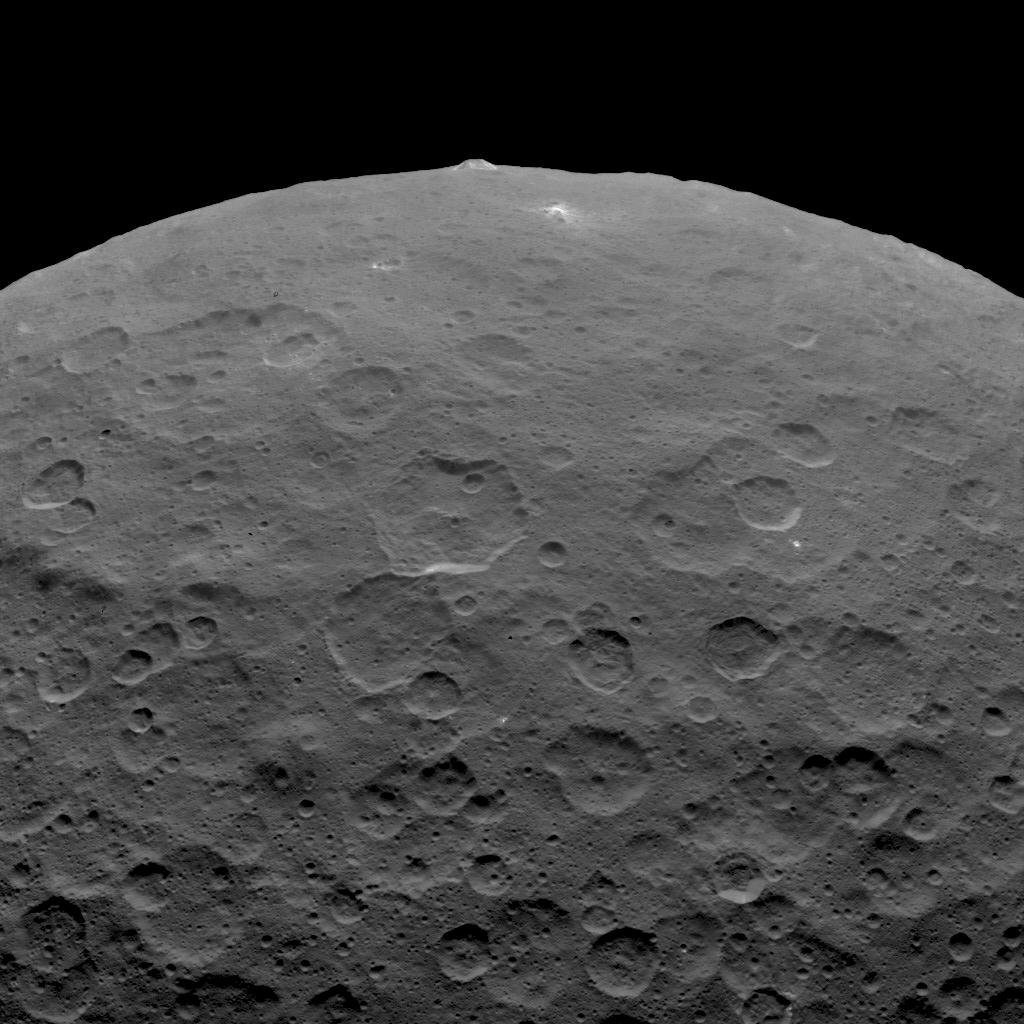
ドーンが撮影したケレス（北が下）。中央上部に突き出た山がアフナ山である。
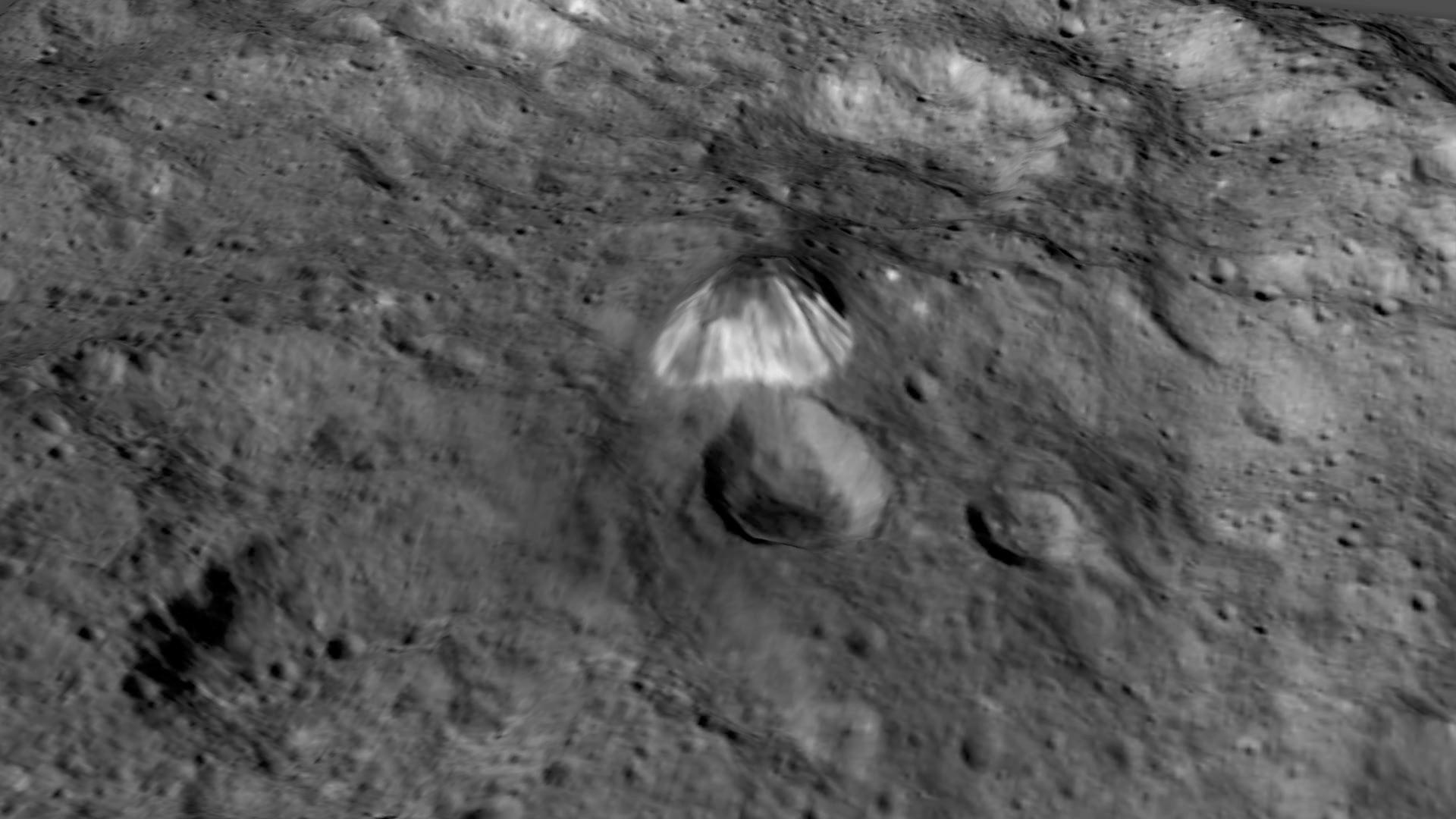
CGで描いたアフナ山北面。高さは5倍で描画されている。
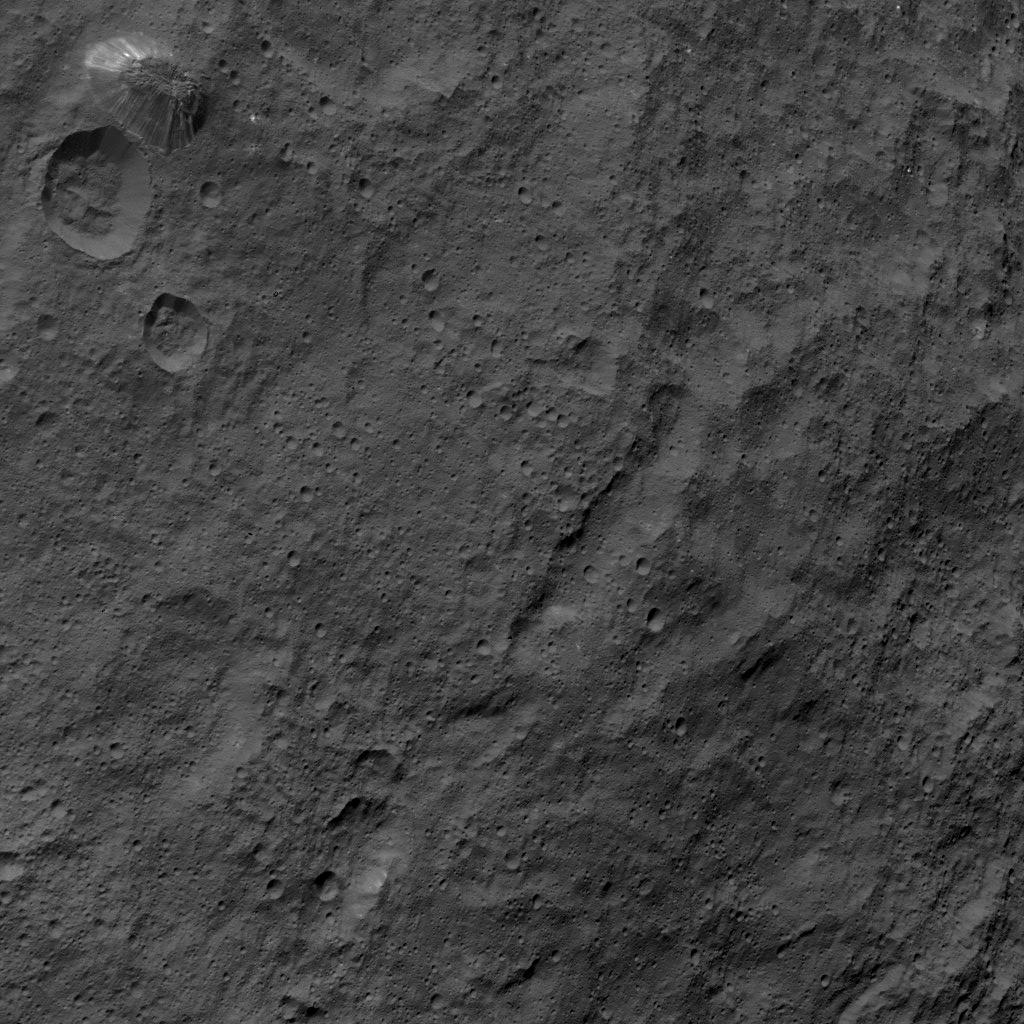
アフナ山（上部左、2015年9月28日）。
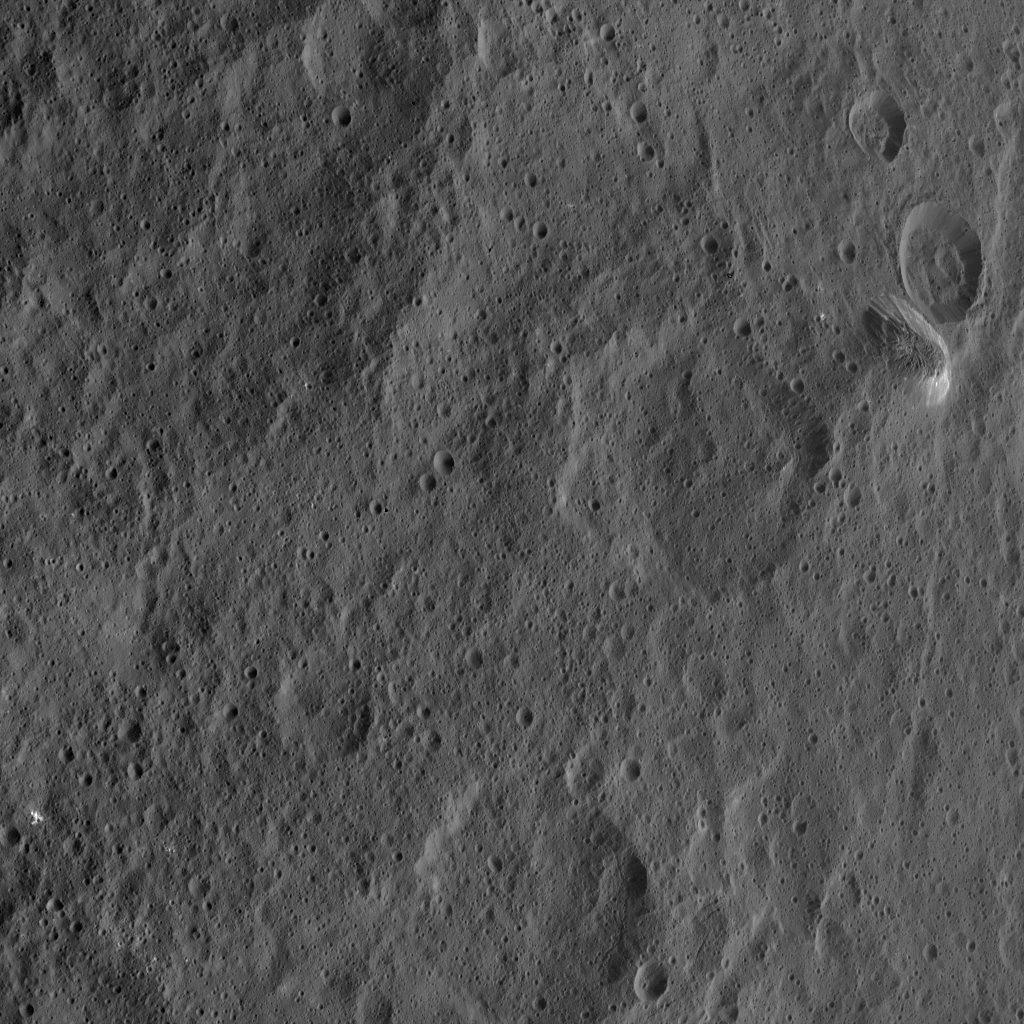
アフナ山（上部右、2015年10月14日）。
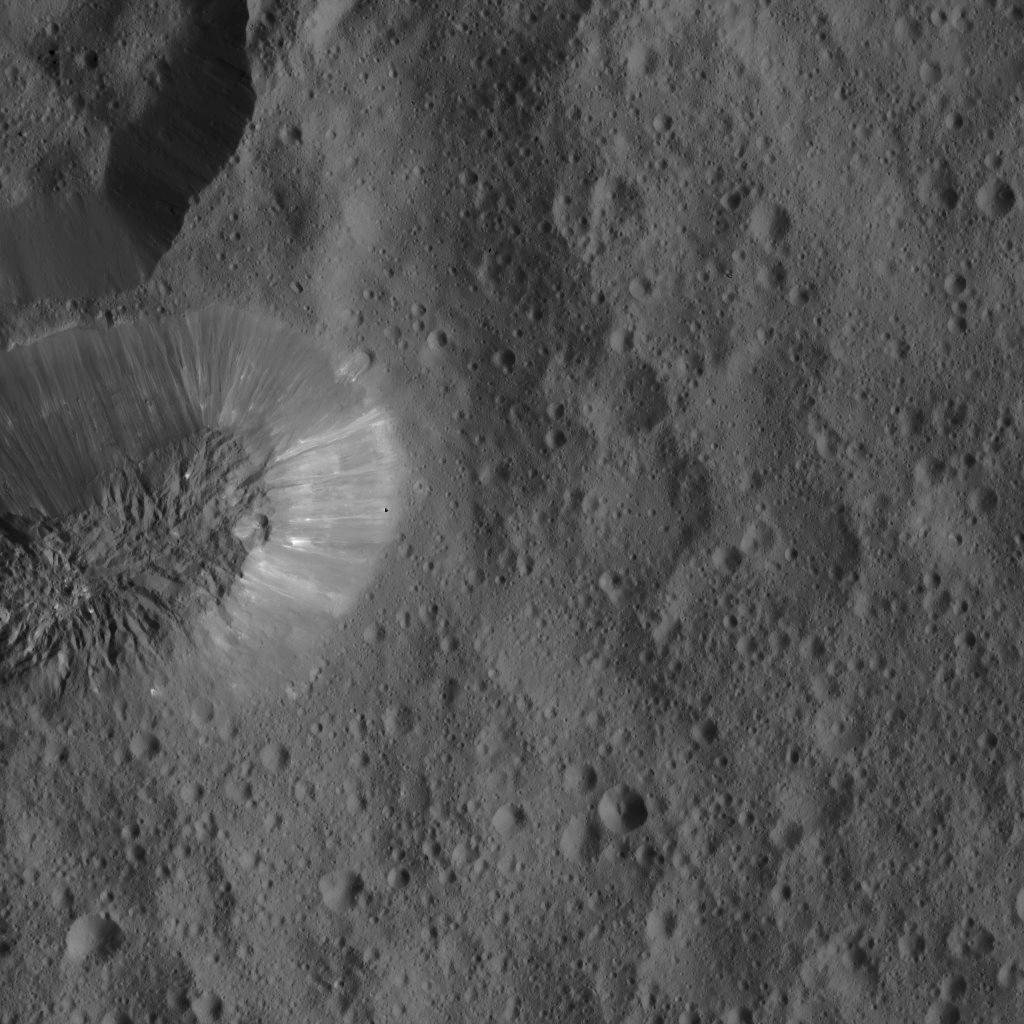
アフナ山の拡大写真（2016年3月20日）。